# 村井貞允
村井 貞允（むらい さだまさ、1921年〈大正10年〉2月10日 - 2007年〈平成19年〉10月1日）は、日本の地質学者、理学博士、岩手大学名誉教授。

## 略歴
- 1921年2月10日 - 誕生、山形県鶴岡市出身。
- 1944年 - 東北帝国大学地質学古生物学科 卒業
- 1946年 - 盛岡工業専門学校講師
- 1948年 - 盛岡工業専門学校教授 就任
- 1948年9月22日 - 新潟第二師範学校文部教官 就任
- 1950年 - 岩手大学工学部助教授 就任
- 1962年2月3日 - 理学博士号（東北大学） 授与
- 1963年 - 岩手大学工学部教授 就任
- 1980年 - 同学部長 就任
- 1986年 - 同大学名誉教授称号 授与
- 1995年4月29日 - 勲二等瑞宝章 叙勲
- 2007年10月1日 - 肺癌のため死去。86歳。正四位 叙位
  - 10月4日 - 盛岡市名須川町の龍谷寺で葬儀が行われた。

## 著作物
著書
- 1979年 - 『岩手県内における骨材用砕石資源』 岩手県商工労働部工鉱業課
- 1995年 - 『幾山川越え行けば』 自費出版

共著
- 1950年 - 『山田線沿線閉伊川流域の鉱産資源』 瀬戸国勝（著） 岩手県水害復興会議
- 1972年 - 『天然記念物調査報告』 坂本義彦、瀬川経郎（著） 岩手県教育委員会
- 1978年 - 『岩手百科事典』 岩手放送
- 1980年 - 『新岩手風土記』 創土社

編集
- 1983年 - 『"茂師竜"発見地付近の地質』 岩泉町教育委員会
- 1984年 - 『小本川流域の地質 : 上部白亜系～古第三系について』 岩泉町教育委員会
- 1985年 - 『岩泉町における先上部白亜系の地質. その1』 岩泉町教育委員会
- 1986年 - 『岩泉町における先上部白亜系の地質. その2』 岩泉町教育委員会

論文
- 国立情報学研究所・論文ナビゲータ

博士論文
- 1962年 - 『岩手県雫石盆地の地質学的・古植物学的研究』 東北大学

## 家族・親族
- 祖父 村井貞慶 - 庄内藩士、第3代加茂町町長
- 父親 村井貞固 - 植物学者
- 母親 村井栄
- 叔父 村井貞亨 - 海軍機関大佐
- 叔父 村井貞敏 - 海軍大佐
- 叔父 村井貞寛 - 医学博士
- 長弟 村井貞彰 - 農学者
- 次弟 村井貞克 - 植物研究家
- 長男 村井貞規 - 工学者

## 参考資料
- 『現代日本人名録2002』 日外アソシエーツ
- 『人事興信録』 2005年 興信データ
- 『庄内文化芸術名鑑』 長南寿一（著） 1982年
- 『官報』 第6529号 叙任及辞令